# Балатонфелдвар
Балатонфелдвар (мађ. Balatonföldvár) град је у средишњој Мађарској. Балатонфелдвар је град у оквиру жупаније Шомођ.
Град има 2.073 становника према подацима из 2010. године.
Балатонфелдвар је важно туристичко одредиште на језеру Балатон.

## Географија
Град Балатонфелдвар се налази у средишњем делу Мађарске. Од престонице Будимпеште град је удаљен око 120 километара југозападно.
Балатонфелдвар се налази у средишњем делу Панонске низије, на јужној обали Балатона. Дати предео је брежуљкаст. Надморска висина места је око 105 m.

## Становништво
| 2015. |
| ----- |
| 2.195 |

## Галерија
- Марина у Балатонфелдвару
- Поглед на Балатон из Балатонфелдвара
- Језеро Балатон зими

## Партнерски градови
- Гајнхофен